# أولاد حمادي (لمعادنة)
أولاد حمادي هي إحدى مشيخات المملكة المغربية، تتبع جغرافيا لإقليم خريبكة وإداريًا للمعادنة. يقدر عدد سكانها بـ 1,495 نسمة حسب الإحصاء الرسمي للسكان والسكنى لسنة 2004.